# Юасим Канс
Юасим Канс (на шведски: Joacim Cans) е водещият вокалист на пауър метъл групата Хемърфол, с която е издал осем албума.

## Биография
Роден е на 19 февруари 1970 г. в Мура, лен Даларна, Швеция и е учил в музикалния колеж „The Musicians Institute“ в Холивуд. Канс е бивш член на групите „Highlander (Lost Horizon)“ и „Warlord (U.S.)“, и през 2004 г. издава албума „Beyond the Gates“ със соло групата си „Канс“.

## Дискография

### Соло Албуми
- Beyond the Gates (2004)

#### В състав
- Юасим Канс
- „Метъл“ Майк Хласцяк
- Стефан Елмгрен
- Мат Синър
- Марк Цондер
- Даниеле Соравия

### Хемърфол

#### Албуми
- Glory to the Brave (1997)
- Legacy of Kings (1998)
- Renegade (2000)
- Crimson Thunder (2002)
- One Crimson Night (2003, live album)
- Chapter V: Unbent, Unbowed, Unbroken (2005)
- Threshold (2006)
- Steel Meets Steel - Ten Years Of Glory („Best Of“ compilation) (2007)
- Предстоящ 7-и Студиен Албум (2008)

#### Сингли
- Glory to the Brave (1997)
- Heeding the Call (1998)
- I Want Out (1999)

1. I Want Out (Hansen) 4:36
2. At the End of the Rainbow (Albrecht, Cans, Mück) 4:05
3. Man on the Silver Mountain (Blackmore, Dio) 5:55
4. Glory to the Brave [*] (Cans, Dronjak, Stromblad) 21:01

- Renegade (2000)
- Always Will Be (2001)

1. Always Will Be
2. Fallen One
3. Always Will Be [Acoustic]
4. Breaking the Law

- Hearts on Fire (2002)
- Blood Bound (2005)
- Natural High (2006)
- Last Man Standing (2007)

#### DVDта
- The First Crusade (1999)
- The Templar Renegade Crusades (2002)
- Hearts On Fire (2002)
- One Crimson Night (2003)

#### Компилации
- Metallic Emotions (2007) включваща песните „dark wings, dark Words“ и видеоклипа „Blood bound“

## Бивши групи
- Highlander (Lost Horizon)
- Warlord (САЩ)

## Настоящи групи
- Хемърфол
- Канс